# مانويل زونيغا
مانويل زونيغا (بالإسبانية: Manuel Zúñiga Fernández)‏ (29 يونيو 1960 في إسبانيا - ) هو مدرب كرة قدم ولاعب كرة قدم إسباني في مركز الوسط، شارك في الألعاب الأولمبية الصيفية 1980. وشارك مع منتخب إسبانيا تحت 18 سنة لكرة القدم ومنتخب إسبانيا تحت 19 سنة لكرة القدم ومنتخب إسبانيا تحت 20 سنة لكرة القدم ومنتخب إسبانيا تحت 21 سنة لكرة القدم ومنتخب إسبانيا تحت 23 سنة لكرة القدم ومنتخب إسبانيا لكرة القدم. أما مع النوادي، فقد لعب مع إسبانيول وإيسيخا بالومبيي ونادي إشبيلية ونادي ساباديل ونادي قادش وCD Puertollano ‏.

## وصلات خارجية
- مانويل زونيغا على موقع الاتحاد الدولي (مؤرشف)  (الإنجليزية)
- مانويل زونيغا على موقع قاعدة بيانات كرة القدم.إي يو (الإنجليزية)
- مانويل زونيغا على موقع أوليمبيديا (الإنجليزية)